# Gmina Dobre (Powiat Miński)
Die Gmina Dobre ist eine Stadt-und-Land-Gemeinde im Powiat Miński der Woiwodschaft Masowien in Polen. Sie hat etwa 5950 Einwohner. Ihr Sitz ist die gleichnamige Stadt mit etwa 1800 Einwohnern.

## Geographie

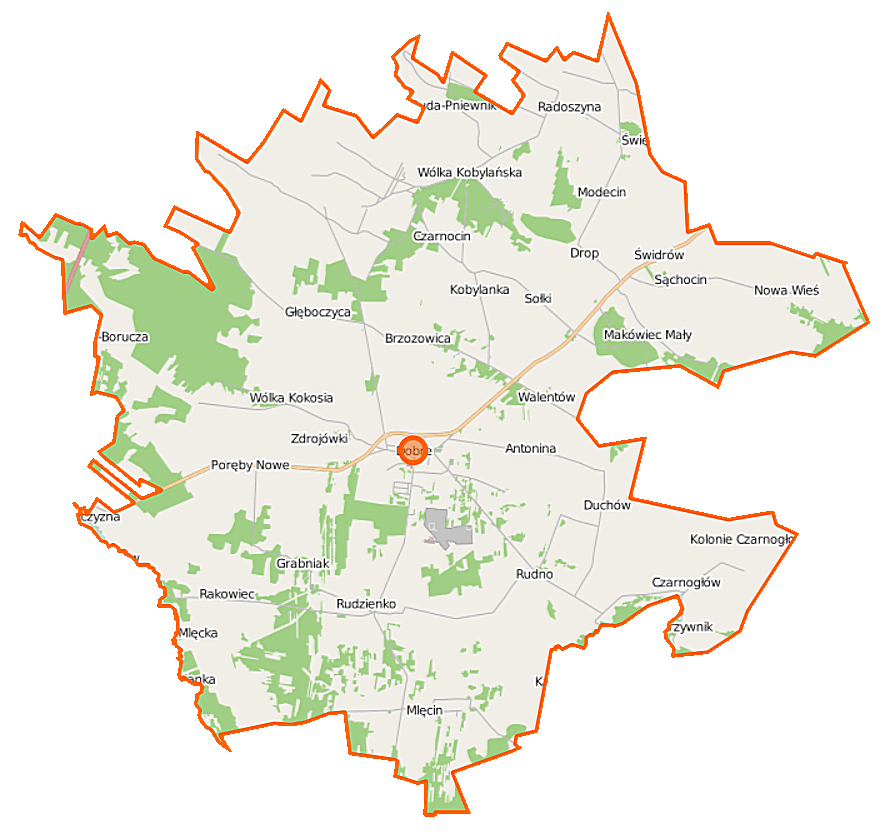
Karte der Gemeinde

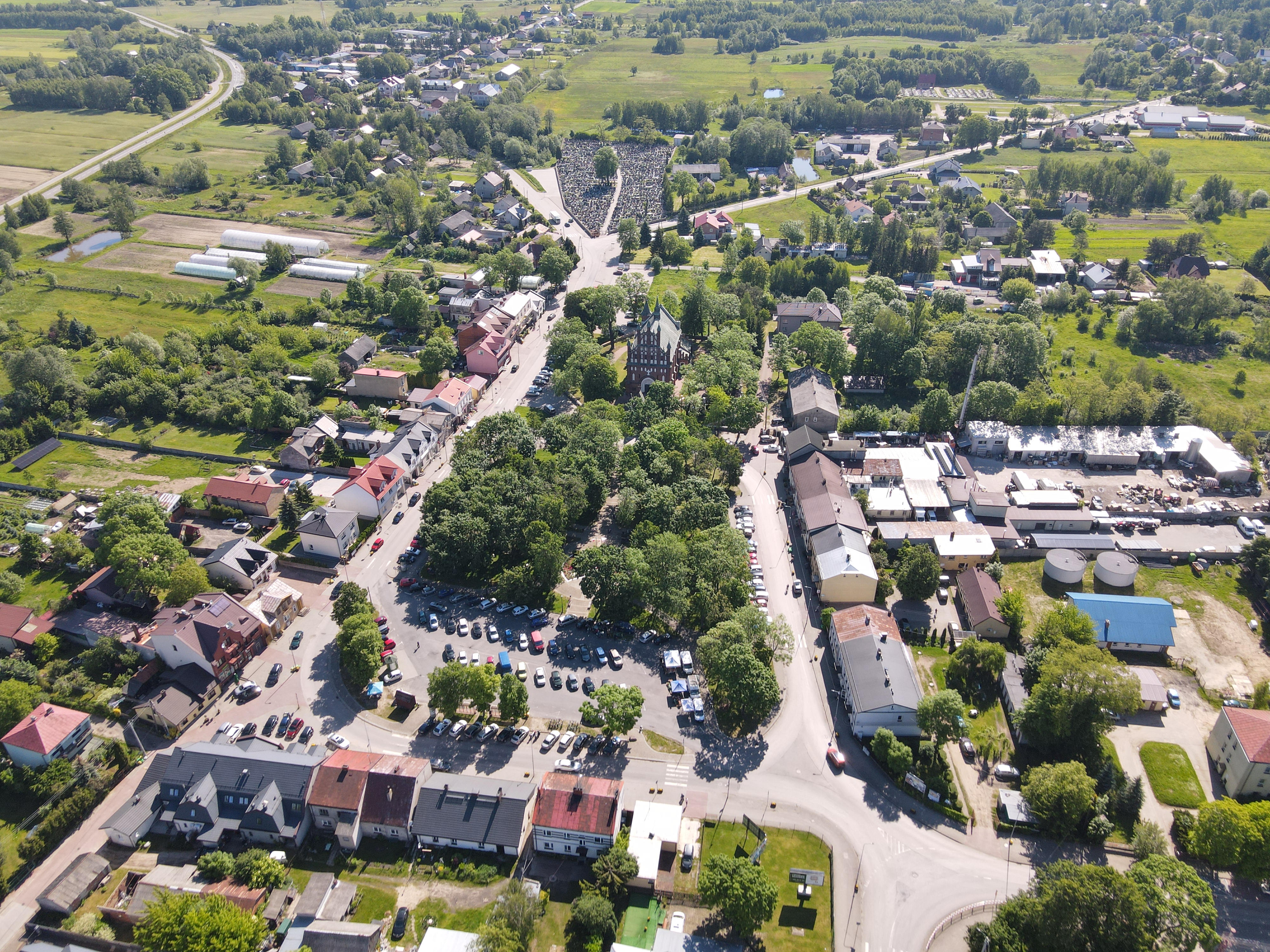
Luftbild des Zentrums von Dobre, 2022

Die Gemeinde liegt im Osten der Woiwodschaft. Die Landeshauptstadt Warschau liegt etwa 50 Kilometer westlich, die Kreisstadt Mińsk Mazowiecki 20 Kilometer südlich. Die Gemeinde hat eine Fläche von 124,8 km², von der 75 Prozent land- und 19 Prozent forstwirtschaftlich genutzt werden. Ihr Gebiet ist mit etwa 48 Einwohnern/km² dünn besiedelt. Die Rządza, ein Nebenfluss des Narew, bildet einen Teil der Südgrenze der Gemeinde. Die Osownica, ein Zufluss der Liwiec, fließt im Norden des Gemeindegebiets. Marcelin ist ihr kleinstes Dorf.

## Geschichte
In russischer Zeit wurden Dobre 1852 die Stadtrechte aberkannt. Die Landgemeinde Rudzienko wurde 1954 in Gromadas aufgelöst. Von 1975 bis 1998 gehörte das Gemeindegebiet zur Woiwodschaft Siedlce. Der Powiat Miński wurde 1975 aufgelöst. Die Landgemeinde Dobre wurde zum 1. Januar 1973 aus Gromadas der Gmina Rudzienko errichtet. Die Gemeinde kam 1999 an die Woiwodschaft Masowien und den Powiat Miński. Zum 1. Januar 2024 erhielt der Hauptort wieder Stadtrechte und die Gemeinde den Status einer Stadt-und-Land-Gemeinde.

## Gliederung
Zur Stadt-und-Land-Gemeinde (gmina miejsko-wiejska) Dobre gehören die namensgebende Stadt und 39 Dörfer. Die Stadt hat drei und die Dörfer haben jeweils ein Schulzenamt (sołectwo):
Dobre I, II, III
Adamów
Antonina
Brzozowica
Czarnocin
Czarnogłów
Duchów
Drop
Gęsianka
Grabniak
Głęboczyca
Jaczewek
Joanin
Kąty-Borucza
Kobylanka
Makówiec Duży
Grabniak
Mlęcin
Modecin
Marcelin
Osęczyzna
Poręby Nowe
Poręby Stare
Pokrzywnik
Radoszyna
Rakówiec
Rąbierz-Kolonia
Ruda-Pniewnik
Rudno
Rudzienko
Rynia
Sąchocin
Sołki
Świdrów
Walentów
Wólka Czarnogłowska
Wólka Kokosia
Wólka Mlęcka
Wólka Kobylańska
Ein kleineres Dorf ohne Schulzenamt ist Duchów. Das Dorf Zdrojówki wurde in die Stadt Dobre eingemeindet.

## Verkehr
Die Woiwodschaftsstraße DW637 führt von Warschau über Sulejówek und Dobre nach Liw und Węgrów. In Stanisławów  in der Nachbargemeinde wird die Landesstraße DK50 erreicht.
Der nächste Bahnhof ist Mińsk Mazowiecki in der Kreisstadt.
Der nächste internationale Flughafen ist Warschau.